# Ponzano Monferrato
Ponzano Monferrato es un municipio italiano situado en la provincia de Alessandria, en Piamonte. Tiene una población estimada, a fines de noviembre de 2022, de 331 habitantes.

## Evolución demográfica
| Gráfica de evolución demográfica de Ponzano Monferrato entre 1861 y 2022 |
|                                                                          |
| Fuente: ISTAT - Elaboración gráfica de Wikipedia                         |